# Angelo Barabino
Angelo Barabino (Tortona, 1º gennaio 1883 – Milano, 5 novembre 1950) è stato un pittore italiano, divisionista-simbolista, esponente della corrente sociale, amico e allievo di Giuseppe Pellizza da Volpedo.

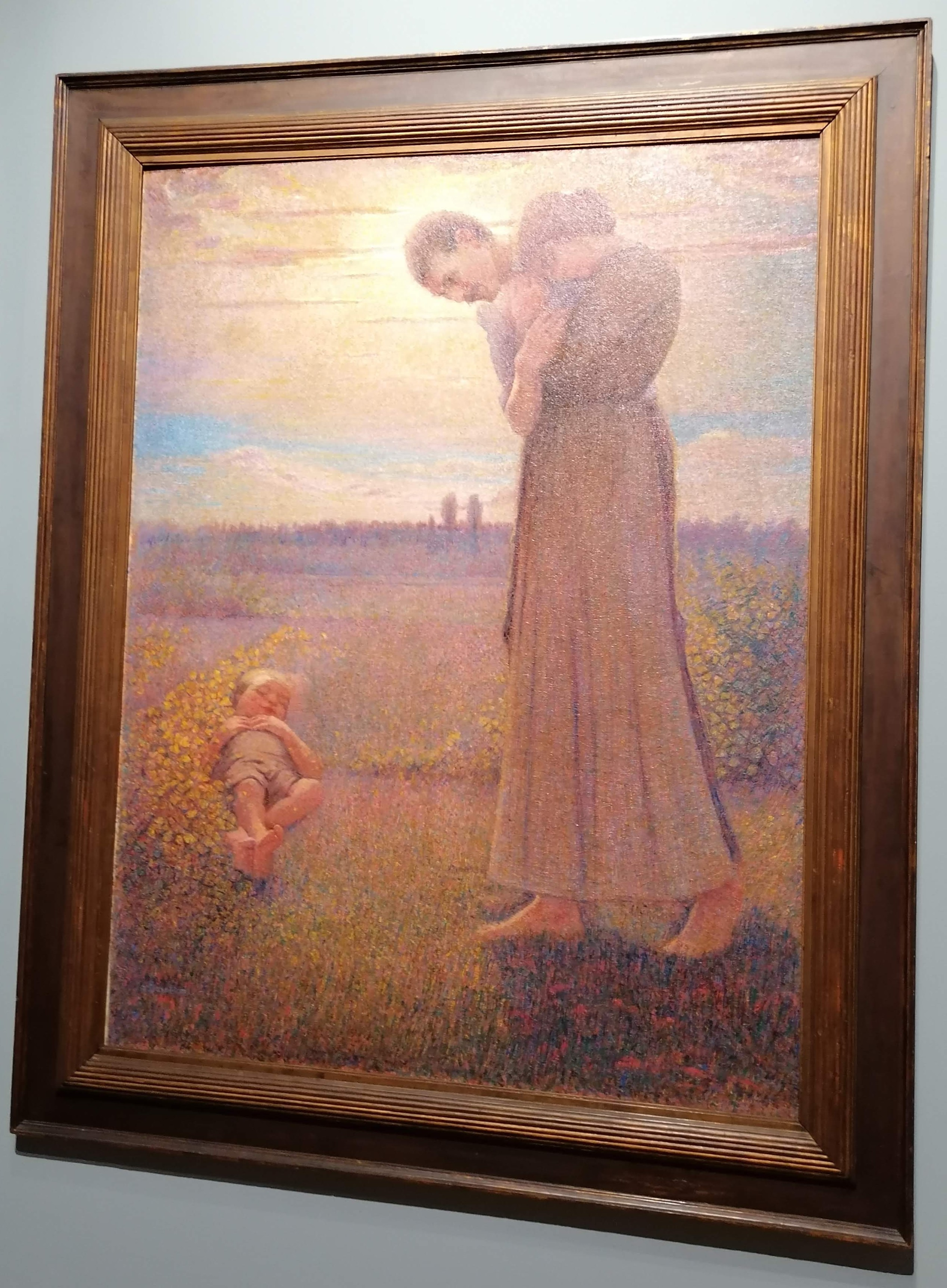

Barabino è stato un esponente della “scuola di Tortona”, costituita da quella generazione di pittori tortonesi che visse ed operò a cavallo tra Ottocento e Novecento e in cui figurano Giuseppe Pellizza da Volpedo, Cesare Saccaggi, Gigi Cuniolo e Pietro Dossola.

## Biografia
Studente all'Accademia di Belle Arti di Brera dal 1900 al 1903, Angelo Barabino abbandona gli studi per seguire l'insegnamento di Giuseppe Pellizza da Volpedo, frequentandone lo studio con grande assiduità e indirizzando la sua pittura al Divisionismo.
Dopo la morte del maestro, avvenuta nel 1907, persegue una strada autonoma, partecipando nel 1910 alla Mostra Nazionale di Brera con il quadro La rapina che viene segnalato dalla critica per l'ardito soggetto e per la perizia di esecuzione divisionista.
In questa occasione attira l'attenzione di Vittore e Alberto Grubicy, il quale lo accoglie nello stesso anno tra gli artisti della sua galleria e lo invita a partecipare alla mostra divisionista, tenutasi a Parigi nel 1912.
Nell'opera di Barabino si incontrano istanze realistiche e simboliche applicate a temi non di rado orientati al sociale, sempre supportate da una qualità tecnica rimeditata su Pellizza con esiti del tutto originali.
La guerra interrompe l'attività dell'artista: nel 1916 é ricoverato all'Ospedale di Tortona. Nel 1917 é all'Ospedale militare di Venezia. Torna a dipingere solo nel 1920, volgendosi a soggetti allegorici.
Rientrato definitivamente a Tortona nel 1924 dopo un soggiorno veneziano durato alcuni mesi, vi rimane fino al 1929, quando, su invito dell'industriale tortonese Roversi, parte per Caracas, in Venezuela, dove espone e dipinge intensamente prima di fare ritorno in Italia nel 1931.
Tornato in patria continua a dipingere lirici paesaggi nella campagna tortonese e delle Prealpi.

## Le opere principali
- Rapina (1907)
- Il sole (1907)
- Pascolo alpestre (1908) - Civiche raccolte d'arte Città di Tortona
- L'annegato (1909)
- Fiori selvatici (1909)
- Fine di un giovane contadino (1910-1912) - il Divisionismo, Pinacoteca Fondazione Cassa di Risparmio di Tortona
- La pietà (1932)